# Sulzbach an der Murr
Pour les articles homonymes, voir Sulzbach.
Sulzbach an der Murr est une commune de Bade-Wurtemberg (Allemagne), située dans l'arrondissement de Rems-Murr, dans la région de Stuttgart, dans le district de Stuttgart. Appartenant aussi à la région métropolitaine de Stuttgart, la ville bénéficie de la certification station intégrée (Erholungsort).

## Géographie
Sulzbach an der Murr est située dans l'espace naturel des monts de Souabe et Franconie, sur le coude nord de la Murr, au cœur du parc naturel de la forêt souabe-franconienne, entre les monts Löwenstein et la forêt de Murrhardt, à environ 34 km à vol d'oiseau au nord-nord-est de Stuttgart.
Le territoire communal se situe entre 260 m (Murr à la station d'épuration) et 544 m d'altitude (élévation "Zollstock" près de l'Eschelhof). Il s'étend sur environ 9 km du nord-nord-ouest au sud-sud-est.
Sulzbach est bordée au nord et au nord-est par la commune de Großerlach, à l'est et au sud-est par la ville de Murrhardt, au sud par la commune d'Auenwald et très brièvement par la ville de Backnang, au sud-ouest par la commune d'Oppenweiler et au nord-ouest par la commune de Spiegelberg. Toutes ces communes sont également situées dans l'arrondissement de Rems-Murr.
La réforme communale de 1970 a conduit à la création de l'association administrative communale de Sulzbach, à laquelle appartiennent également les communes de Spiegelberg et de Großerlach. Sulzbach est également une commune membre du syndicat des eaux Murrtal qui a pour mission la protection contre les inondations.

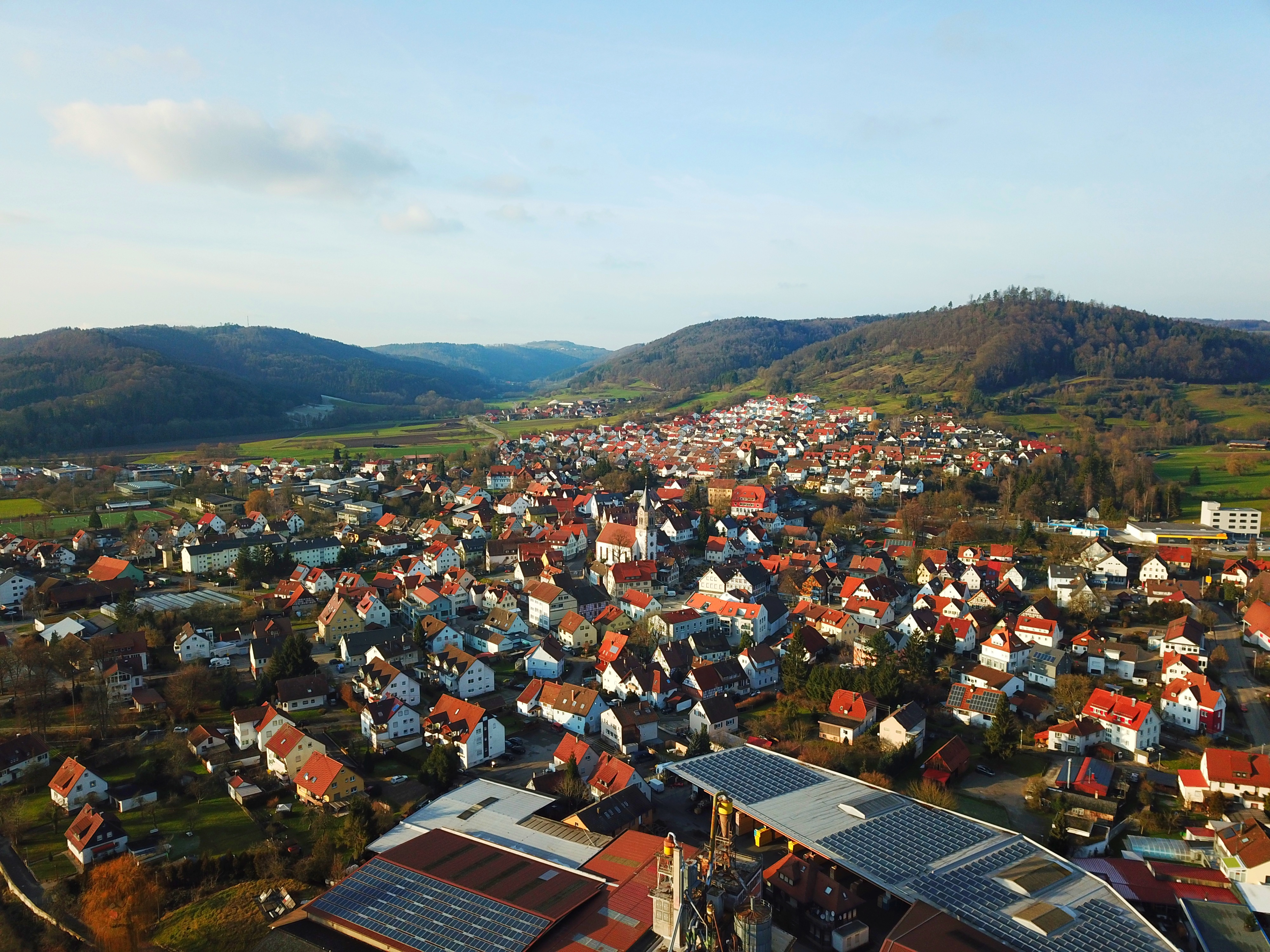
Centre de la localité.
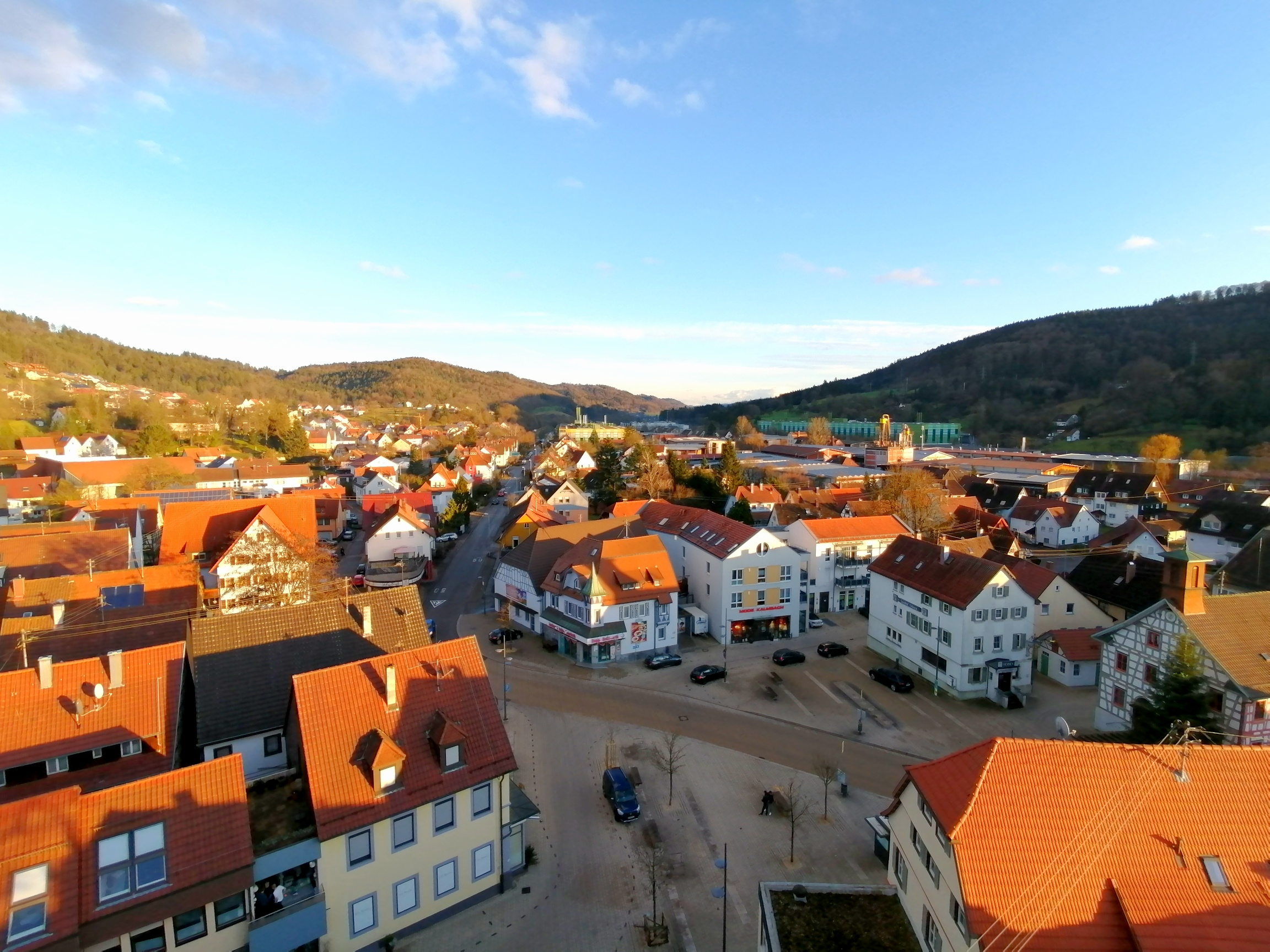
Vue sur le marché.
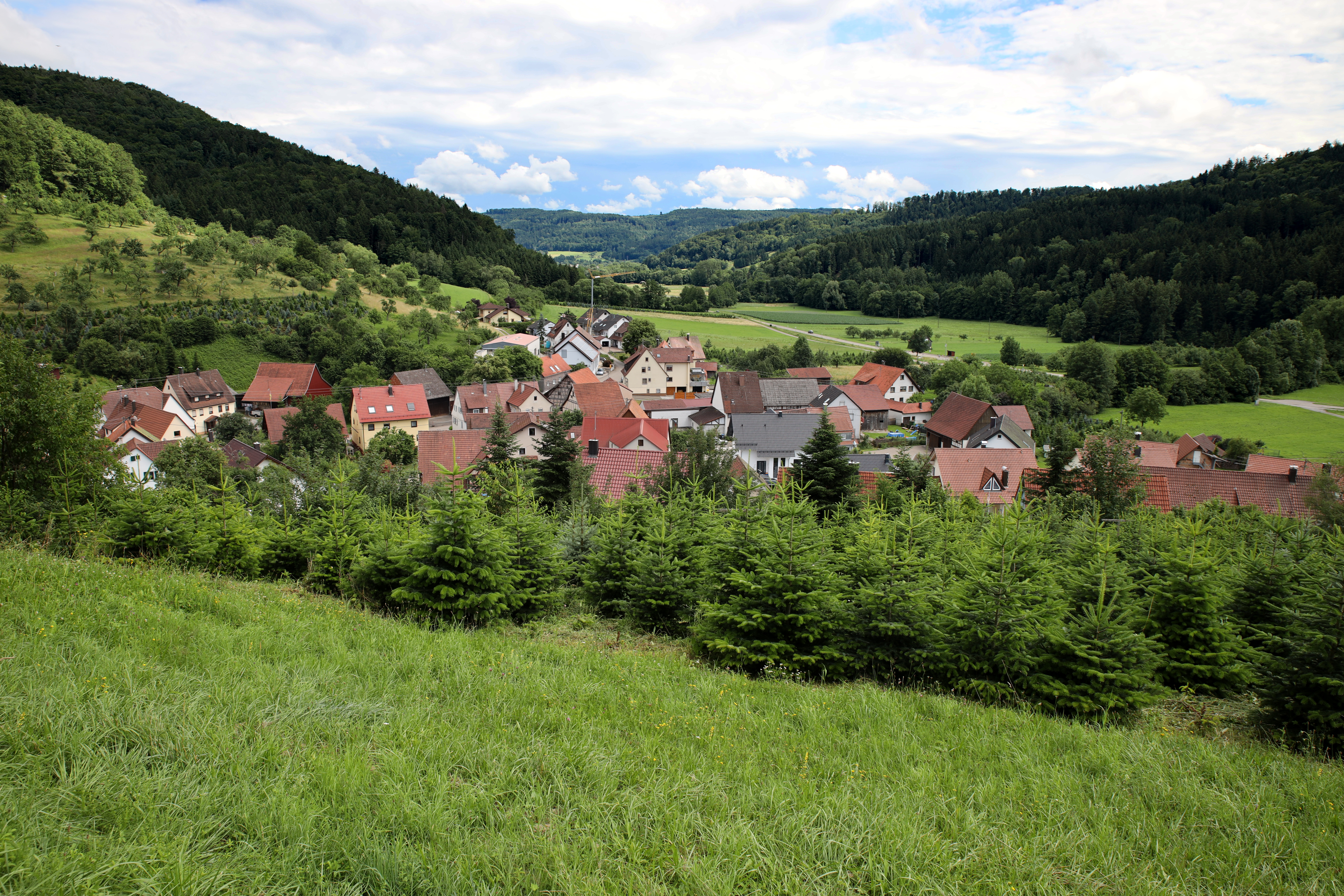
Vue depuis Siebersbach sur la Lautertal.
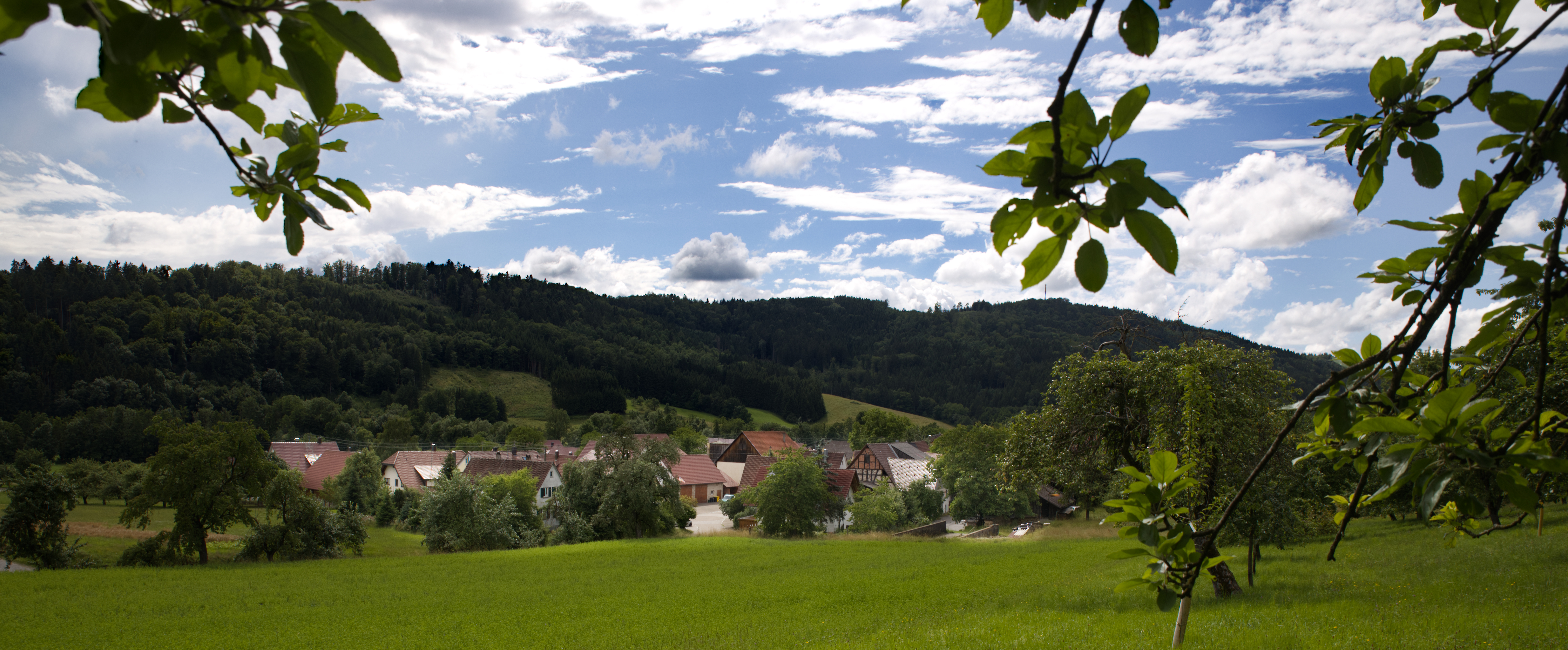
Le lieu-dit Lautern.

## Histoire

### Jusqu'auXVesiècle
Mentionné pour la première fois en 1225, Sulzbach est situé sur des voies de communication déjà utilisées en partie à l'époque romaine. L'origine de Sulzbach est donc probablement beaucoup plus ancienne. Autrefois, le village était sous la dépendance féodale du monastère voisin de Murrhardt. Le nom du village est dérivé de Sülze ou Sulz, ce qui signifie « endroit marécageux » ou « eau marécageuse ». Sur les armoiries du village, le lion désigne les comtes de Löwenstein, anciens seigneurs de la commune, et le poisson le ruisseau Fischbach qui a donné son nom au village. Les parties les plus anciennes du centre-ville, avec les vestiges de l'ancienne église fortifiée autour de l'imposante Église Saint-Ulrich, se trouvent à l'ouest, au-dessus du ruisseau et donc à l'abri des inondations. En 1504, Sulzbach passe sous la souveraineté du Wurtemberg. En 1573, la commune obtint le « droit de tenir marché », qui est toujours exercé aujourd'hui sous la forme de trois marchés annuels et d'un marché hebdomadaire.

### Autorité ecclésiastique
L'autorité ecclésiastique de Sulzbach était exercée par le monastère de Murrhardt (de). L'église percevait la dîme et percevait le revenu de fondations.

### L'autorité séculière
L'abbaye de Murrhardt et les comtes de Löwenstein se partageaient l'autorité séculière, ce qui faisait que la situation était quelque peu confuse.
Le couvent de Murrhardt était le suzerain de tous les fiefs situés sur le territoire de Sulzbach (en 1590, on comptait 27 fiefs, dont le moulin du village) et les administrait. Le tribunal de Sulzbach relevait pour moitié du monastère. Le monastère de Murrhardt exigeait diverses redevances des habitants de Sulzbach.
Vers 1510, les comtes de Löwenstein reconnaissent le duc de Wurtemberg comme suzerain et perdent leur immédiateté impériale. En 1574, ils héritent toutefois du comté de Wertheim, qui n'était pas soumis à l'Empire. Le duc de Wurtemberg devient ainsi le troisième seigneur de Sulzbach.

### Municipalité
La ville est séparée en deux « offices », l'office bas et l'office haut, représentés par un Stabschultheiß (maire de village), nommé par le comté, qui a son siège à Sulzbach. Les circonscriptions administratives comprennent l'office bas avec Sulzbach, Lautern, Siebersbach, Kleinhöchberg, Berwinkel, Erlach, Trauzenbach, Kieselhof, Zwerenberg, Bartenbach, Schleißweiler, Siebenknie, Eschelhof, Ittenberg, et l'office haut Fornsbach, Köchersberg, Mettelberg, Schlossberg et Hinterwestermurr.
Chacune de ces localités constitue une unité administrative indépendante et doit s'occuper elle-même de ses propres intérêts. En outre, des maires y sont élus. Les autorités n'interviennent dans l'administration communale que si leurs intérêts sont concernés.
Le tribunal du village se réunit quatre fois par an à Sulzbach. Il peut traiter des cas simples de manière autonome.
La garde bourgeoise de Sulzbach compte sept mousquetaires et deux tambours, placés sous les ordres d'un caporal. Le connétable (arquebusier) a sous ses ordres une « tête de chat » (un canon à pétards) monté sur une petite charrette à deux roues. Chez le tambour Reeber, on conserve un tambour et un sifflet.

### Depuis leXVIIIesiècle
Le 29 mai 1753, un grand incendie détruit les deux tiers des bâtiments de l'époque, ainsi que l'église et la mairie. Seuls 62 bâtiments sont épargnés par le feu. En 1756, la nouvelle église protestante est inaugurée. Une cinquantaine d'années plus tard, Sulzbach tombe entièrement dans le giron du Wurtemberg. En 1844, Sulzbach est séparée de Fornsbach. Avec la vente du château de Lautereck en 1867, les comtes de Löwenstein abandonnent leur propriété. Dans le royaume de Württemberg, Sulzbach fait partie de la préfecture de Backnang. Lors de la réforme des districts du Wurtemberg sous le régime nazi, Sulzbach est rattachée à l'arrondissement de Backnang en 1938. À partir de 1945, la commune fait partie du Land de Wurtemberg-Bade dans la zone d'occupation américaine et, depuis 1952, du Land de Bade-Wurtemberg nouvellement créé. Après la dissolution de l'arrondissement de Backnang, la commune est rattachée au nouvel arrondissement de Rems-Murr.

### Hôtel de ville
L'hôtel de ville ayant été victime du grand incendie de 1753, la construction d'un hôtel de ville s'avère de plus en plus urgente. On ne sait pas quand la construction a commencé, mais elle a dû être achevée en 1779. L'hôtel de ville se trouvait non loin de l'église, à proximité de la fontaine. La rue passait sous une arche et traversait l'hôtel de ville.
En 1876, l'ancien hôtel de ville est démoli en raison de son emplacement peu pratique au profit d'une rénovation de la rue.

### Église
Sur un terrain à l'ouest, au-dessus du ruisseau, se trouvent à l'abri des inondations les parties les plus anciennes du village avec les vestiges de l'ancienne église fortifiée autour de l'imposante église Saint-Ulrich. Après l'incendie de 1753, l'église est reconstruite grâce à une collecte et inaugurée en 1756. Elle a pour l'essentiel sa forme actuelle, à l'exception de la tour, frappée par la foudre en 1856 et qui a brûlé. Avant l'incendie de 1856, la flèche était en forme de bulbe.

### Système scolaire
Vers 1797, toutes les localités de Sulzbach avaient déjà leur propre école, mais l'enseignement était assuré par des artisans et des ouvriers. L'instituteur de Sulzbach recevait un salaire annuel de 463 florins, ce qui le plaçait en deuxième position dans tout le duché de Wurtemberg. En 1760, l'école était fréquentée par 130 élèves, en 1838, 230 enfants étaient scolarisés.

### Cultes
Une église est mentionnée pour la première fois à Sulzbach en 1295. Elle devient évangélique-luthérienne avec l'introduction de la Réforme dans le Wurtemberg. L'actuelle église Saint-Ulrich date de 1875.
Une église catholique romaine n'a vu le jour qu'après la Seconde Guerre mondiale, au nord de la route 1066. Par ailleurs, il existe également une communauté néo-apostolique et une communauté évangélique méthodiste.

## Politique et administration

Blason de la ville de Sulzbach.

Le maire est Dieter Zahn (sans étiquette) depuis 1992. Son prédécesseur Willy Ehnis est resté en fonction 38 ans durant.
Le Conseil municipal compte 14 membres. Les élections communales de mai 2019 ont mené aux résultats suivants :
| Partis et associations d'électeurs. | Partis et associations d'électeurs.                      | % 2019  | Sièges 2019 | % 2014  | Sièges 2014 |
| ----------------------------------- | -------------------------------------------------------- | ------- | ----------- | ------- | ----------- |
| UBL                                 | Liste des citoyens indépendants                          | 52,02   | 7           | 50,27   | 7           |
| CDU-FW                              | Christlich Demokratische Union Deutschlands-Freie Wähler | 32,66   | 5           | 39,76   | 6           |
| GRÜNE                               | Bündnis 90/Die Grünen                                    | 15,32   | 2           | —       | —           |
| SPD                                 | Sozialdemokratische Partei Deutschlands                  | —       | —           | 9,98    | 1           |
| Total                               | Total                                                    | 100,0   | 14          | 100,0   | 14          |
| Taux de participation               | Taux de participation                                    | 57,44 % | 57,44 %     | 51,96 % | 51,96 %     |

Le blason de Sulzbach est attesté dans des sceaux de 1650. Les couleurs de la commune sont le blanc et le bleu, accordées par le Landrat le 18 février 1981.

## Culture locale et patrimoine

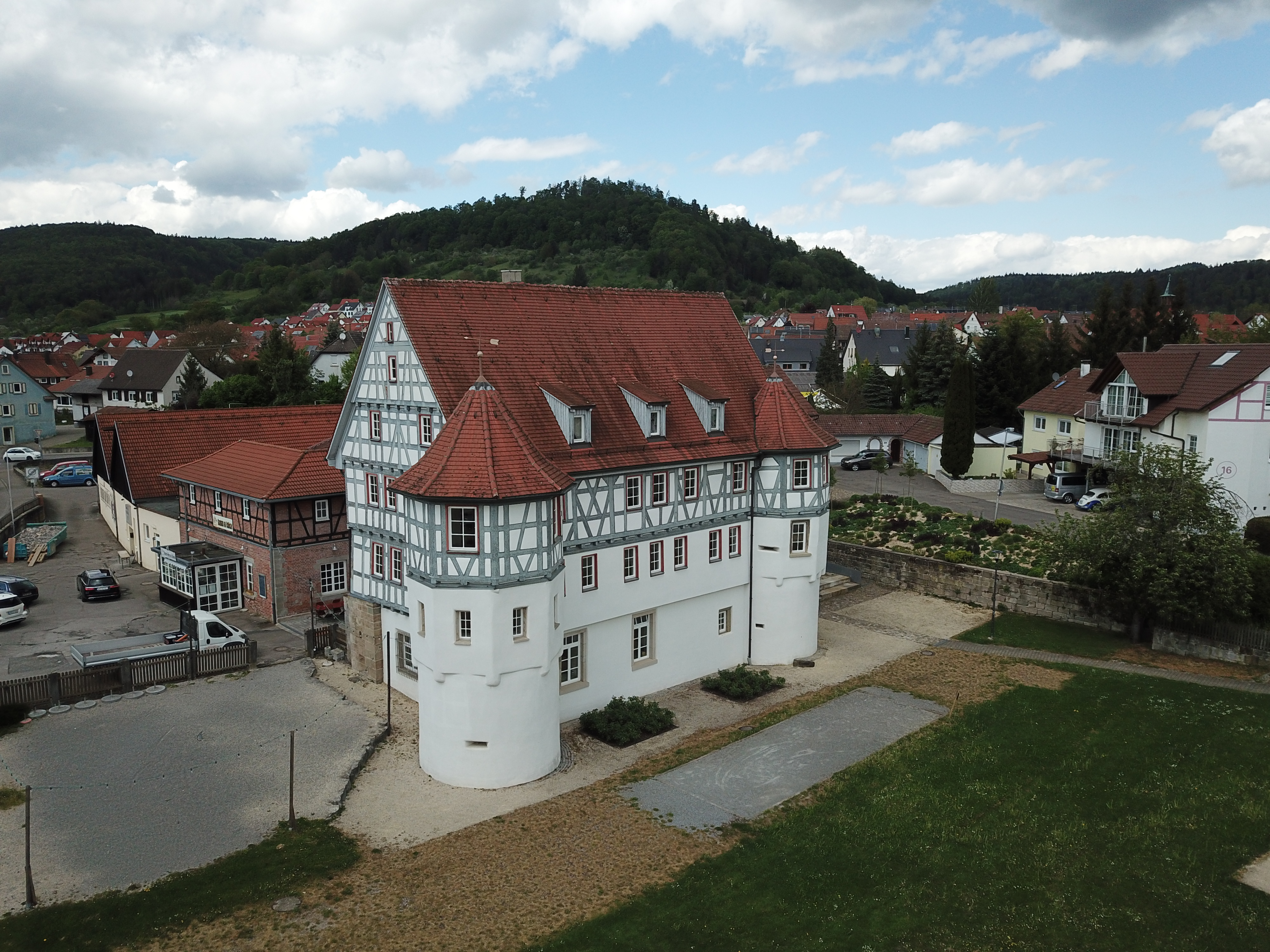
Schloss Lautereck.

Le château de Lautereck a été construit par les comtes de Löwenstein pour sécuriser la route passant par Sulzbach. Dans sa forme actuelle, il date du troisième quart du XVIe siècle. Le soubassement massif en grès, les tours d'angle et l'entrée indiquent toutefois des phases de construction antérieures, probablement au XIIIe siècle. Il possédait autrefois un mur d'enceinte et des douves.
Le château bien conservé a été rénové de fond en comble en 2008 et 2009 et équipé de manière moderne, par exemple d'un ascenseur et d'une nouvelle salle de mariage pour Sulzbach. Deux salles publiques et une cuisine ont également été modernisées.

## Économie

### Transports

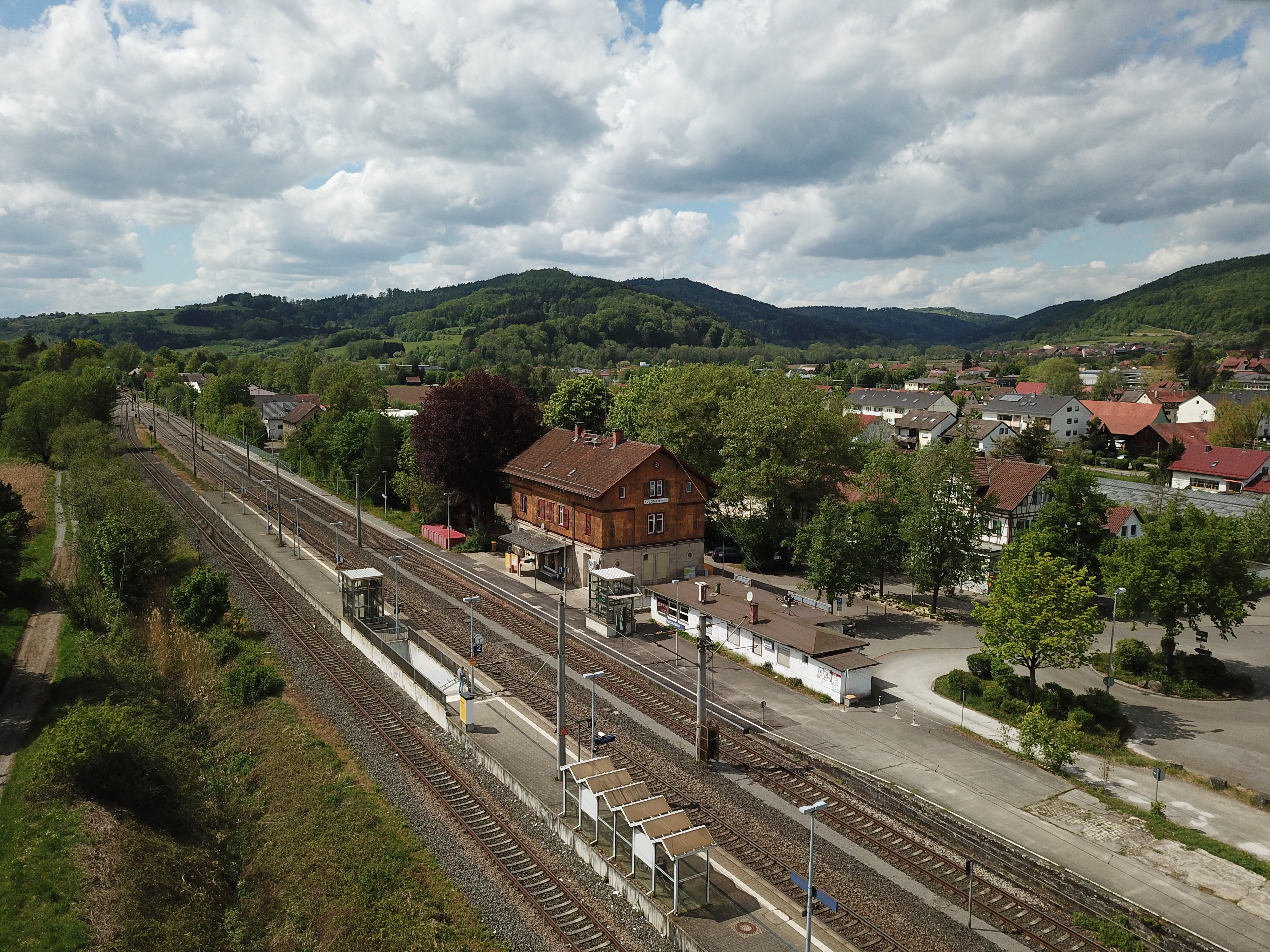
La gare.

La gare de Sulzbach (Murr) est située sur la ligne ferroviaire Waiblingen - Schwäbisch Hall-Hessental, et est desservie toutes les demi-heures en semaine par les trains express régionaux Stuttgart - Schwäbisch Hall-Hessental ou Crailsheim/Nuremberg ou Gaildorf West. Le week-end et jours fériés, les RE Stuttgart - Schwäbisch Hall-Hessental sont remplacés par des trains régionaux qui ne circulent qu'à partir de Backnang. L'ancienne gare de Schleißweiler sur la même ligne a été supprimée.
Outre la connexion ferroviaire, il existe des liaisons par bus vers Murrhardt, Schwäbisch Hall, Wüstenrot, Backnang, Stuttgart et Heilbronn.
Sulzbach se trouve au carrefour de la Bundesstraße 14 (Stuttgart - Nuremberg) et de la L 1066 (Gaildorf - Murrhardt - Löwenstein), cette dernière constituant ici un tronçon de la route idyllique (Idyllische Straße (de)).

### Entreprises
Une scierie de bois de construction fondée en 1900 a donné naissance au groupe d'entreprises Häussermann, spécialisé dans la transformation du bois, qui a aussi exploité le marché spécialisé Holzland SHZ dans la localité de 1976 à 2010.
Depuis 1935, la société HES-Präzisionsteile Hermann Erkert GmbH produit des pièces mobiles rotatives à Sulzbach an der Murr. Avec 990 employés, c'est le principal employeur de la ville.
En 2011, la société de poids-lourds Titan Spezialfahrzeuge a transféré son siège social sur le site de production de Sulzbach.
La brasserie Sulzbacher Adlerbräu (de) a perduré de 1865 à 1986.

## Enseignement  et installations sportives
Sulzbach dispose d'une école spécialisée (Förderschule (de)), d'une école secondaire (Realschule) ainsi que d'une école primaire-collège (Gemeinschaftsschule (de). Le district de Rems-Murr a une antenne de l'École pour troubles du langage avec un jardin d'enfants spécialisé dans le langage. Il existe en outre deux Kindergarten protestants et un Kindergarten catholique romain.
La ville dispose d'un gymnase construit en 1985, d'un terrain en gazon et en gazon artificiel avec une piste de course et des installations d'athlétisme.

## Personnalités liées à la commune
- Friedrich Ludwig Hörner (de) (1790–1846), président d'arrondissement et député au Landtag ;
- Johann Gottlob von Kurr (de) (1798–1870), pharmacien, botaniste et minéralogiste ;
- Arthur Gruber (de) (1914–1981), maire de Sindelfingen et député au Landtag.